# Michal Padevět
Michal Padevět (* 12. února 1951) je bývalý český politik za Občanskou demokratickou stranu, po sametové revoluci československý poslanec Sněmovny národů Federálního shromáždění.

## Biografie
Ve volbách roku 1992 byl zvolen za ODS, respektive za koalici ODS-KDS, do české části Sněmovny národů (volební obvod Středočeský kraj). Ve Federálním shromáždění setrval do zániku Československa v prosinci 1992.
V komunálních volbách roku 1998 neúspěšně kandidoval do zastupitelstva městské části Praha 13, nyní již za Unii svobody. Profesně se uvádí jako referent.
V živnostenském rejstříku se uvádí bytem Praha.